# Firmo
Firmo är en ort och kommun i provinsen Cosenza i regionen Kalabrien i Italien. Kommunen hade 2 012 invånare (2018).